# Big Quilcene
Big Quilcene je řeka na Olympijském poloostrově v americkém státě Washington. Pramení v Buckhornské divočině, nedaleko od Svištího průsmyku, jižně od hory Buckhorn Mountain a nedaleko hory Mount Constance. Proudí většinou východním směrem dolů z Olympijských hor skrz Olympijský národní les. Chvíli proudí na jih, ale to jen do soutoku s potokem Tunnel Creek, který ji odráží zase na východ. Následuje Quilcenské pohoří, které je částí Olympijských hor, a ve kterém se do řeky vlévá hned několik přítoků, včetně potoka Mile And A Half Creek. Nedaleko Duhového tábořiště se otáčí k severu a proudí souběžně se silnicí U.S. Route 101. V posledních kilometrech se tok opět otáčí k východu a proudí skrz jižní část města Quilcene, kde se vlévá do Quilcenské zátoky, která je částí Hoodova kanálu. Asi kilometr severně od ústí se nachází také ústí řeky Little Quilcene.